# Sneżanka
Sneżanka (także: suchy tarator, bułg. cнежанка, сух таратор) – bułgarska sałatka warzywno-nabiałowa.

## Charakterystyka
Sałatka powstała, a następnie ewoluowała w swej formie, jako produkt bułgarskiego stowarzyszenia państwowego „Balkanturist” pod koniec lat 70. XX wieku. Nazwa wywodzi się od białego koloru potrawy. Składnikami są: ogórki, czosnek, koper, oliwa, sól i jogurt (odcedzony, by nie był wodnisty). W zależności od upodobań konsumenta do sałatki można dodawać orzechy włoskie, pieczoną paprykę, czy posiekaną natkę pietruszki. Serwuje się ją na zimno, jako przystawkę, meze, dodatek do dania, a także dip do pity. Mogą jej towarzyszyć napoje alkoholowe.